# Aneurysm
Aneurysm è un singolo promozionale del gruppo musicale grunge statunitense Nirvana, ultima traccia della raccolta Incesticide.

## Descrizione
Si tratta di uno dei pochissimi brani composti dall'intera band, in quanto la maggior parte di essi venivano composti dal frontman Kurt Cobain. La versione originale era inserita nel singolo di Smells Like Teen Spirit insieme anche a Even in His Youth e successivamente venne anche inclusa nell'EP Hormoaning. Appare anche nel box set With the Lights Out. Una seconda versione studio venne registrata per un programma della BBC chiamato Evening Session e poi venne inclusa nell'album Incesticide nel 1992. Quest'ultima versione è però leggermente differente dalle altre.
Si dice che il testo parli dell'assuefazione di Cobain all'eroina, ma in realtà è più probabile che il testo infarcito di espressioni tipiche dei "tossici" quali ("shoot the shit") e ("beat me out of me") sia un'ironica presa in giro da parte dell'autore del cliché pop della rockstar drogata. Inoltre, nella biografia Heavier Than Heaven dello scrittore Charles R. Cross, si racconta che nella canzone ci sono parti che parlano della relazione di Cobain con Tobi Vail, il quale, nel giorno in cui la conobbe, vomitò e poi pronunciò le parole "Love you so much, it makes me sick" ("Ti amo così tanto, che mi fa sentire male") che è un verso della canzone.

## Promozione
Parti di due esibizioni (una del 25 novembre 1991 ad Amsterdam, Paesi Bassi e un'altra del 23 gennaio 1993 a Hollywood Rock, Rio de Janeiro, Brasile) sono state inserite nel DVD Live! Tonight! Sold Out!!. Questo video venne poi pubblicato come video promozionale, nel 1996, per l'album live From the Muddy Banks of the Wishkah. C'è un altro video invece che mostra soltanto l'esibizione nei Paesi Bassi. Un'altra versione, registrata a Del Mar Fairgrounds, California, il 28 dicembre 1991, viene pubblicata nel 1996 nell'album live From the Muddy Banks of the Wishkah (dal quale viene estratto il singolo). Infine, un'altra versione registrata Il 30 agosto 1992 al festival britannico di Reading, è stata inserita nell'album Live at Reading pubblicato nel 2009.

## Formazione
- Kurt Cobain – voce, chitarra
- Krist Novoselic – basso, voce
- Dave Grohl – batteria, voce

## Classifiche
| Classifica (1996)             | Posizione massima |
| ----------------------------- | ----------------- |
| Canada (alternative)          | 1                 |
| Stati Uniti (alternative)     | 13                |
| Stati Uniti (mainstream rock) | 11                |
| Stati Uniti (radio)           | 63                |

## Cover
- Nell'album tributo Smells Like Bleach: A Punk Tribute to Nirvana è presente una reinterpretazione dei Dr. Know del brano.